# Список глав Непала

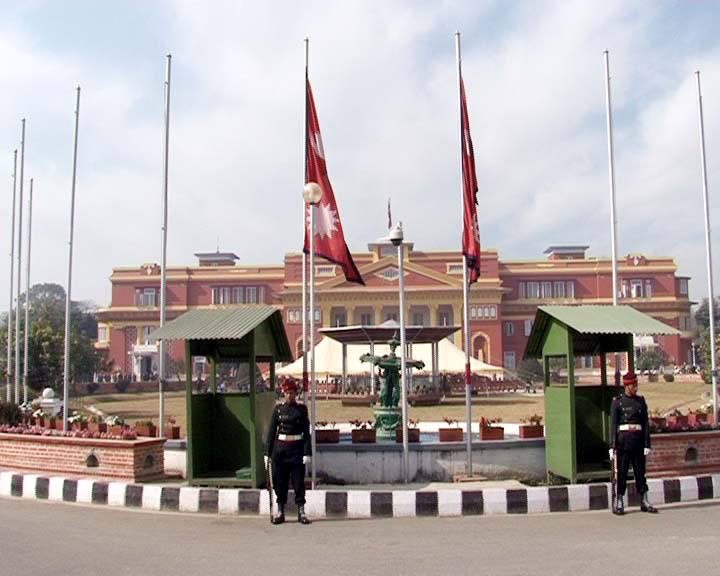
Президентский дворец в Катманду

Список глав Непала включает лиц, являвшихся главой государства Непала с момента образования единого Королевства Непал в 1768 году.
В настоящее время главой государства в Федеративной Демократической Республике Непал является Президент (непальск. राष्ट्रपति). Согласно действующей редакции конституции, президент избирается голосованием Коллегией выборщиков на 5 лет с правом однократного переизбрания. В случае вакантности поста обязанности президента исполняет вице-президент.
Использованная в первом столбце таблиц нумерация является условной; также условным является использование в первом столбце цветовой заливки, служащей для упрощения восприятия принадлежности лиц к различным политическим силам без необходимости обращения к столбцу, отражающему партийную принадлежность. Наряду с партийной принадлежностью, в столбце «Партия» также отражён беспартийный статус персоналий. В столбце «Выборы» отражены состоявшиеся выборные процедуры или иные основания получения полномочий. Для удобства список разделён на принятые в историографии периоды истории страны. Приведённые в преамбулах к каждому из разделов описания этих периодов призваны пояснить особенности её политической жизни.
В отличие от большинства стран мира, где используется григорианский календарь, в Непале применяется летоисчисление со времени правления легендарного Бикрамы в 57 году до н. э. В списке приведены даты по непальскому календарю с григорианскими в скобках.

## Королевство Непал (1768—2008)
В сентябре 1768 года правитель княжества Горкха, Притхви Нараян, занял город Катманду, присоединив к своим владениям княжество Кантипур. В октябре Притхви Нараян, принявший титул «махараджадхираджа» (с непальск. — «великий король королей») и основавший династию Шахов, захватил княжество Лалитпур, объединив три княжества в Королевство Непал (непальск. नेपाल अधिराज्य). В ноябре 1769 года в состав Непала вошло последнее независимое княжество долины — Бхактапур, столица была перенесена из Горкхи в Катманду. В 1814 году экспансия Непала на территорию британской Индии привела к англо-непальской войне, по итогам которой в 1816 году страна утратила почти треть своей территории и согласилась на допуск в Катманду британского резидента, фактически превратившись в протекторат Великобритании.
В сентябре 1846 года генерал Джанг Бахадур при поддержке армии произвёл государственный переворот, в ходе которого были убиты 55 аристократов, в том числе премьер-министр. Джанг Бахадур занял посты главы правительства, главнокомандующего и махараджи. Для поднятия статуса своего рода Джанг Бахадур переименовал его в Рана. Официально власть в стране стала делиться между королём и махараджей, фактически же — принадлежала только премьер-министру (король обладал лишь представительскими функциями). Глава правительства имел право назначения и увольнения любого должностного лица. После его смерти пост передавался старшему члену рода Рана по мужской линии, фактически превратившись в наследственную должность. В 1854 году была проведена кодификация гражданского и уголовного права, в результате чего система наследственных премьер-министров получила юридическое закрепление в правовой системе государства.
21 декабря 1923 года был подписан непальско-британский договор, окончательно закрепивший независимый статус Непала и особый статус его отношений с Британской Индией. В 1947 году под влиянием антиколониального движения в Индии был создан Непальский национальный конгресс (ННК), начавший борьбу против режима Рана. В ответ власти предложили реформы и проект конституции, сохранявший власть Рана. Режим терял популярность, и в 1948 году представители Рана создали Непальский демократический конгресс (НДК). В 1950 году ННК и НДК объединились в партию Непальский конгресс (НК), которая в ноябре перешла к вооружённой борьбе, заручившись поддержкой Индии и короля Трибхувана, покинувшего страну. Премьер-министр Мохан Шамшер Рана объявил новым королём Гьянендру — четырёхлетнего внука Трибхуваны. Индия потребовала реформ, и Мохан Шамшер согласился на них в рамках Делийского компромисса.
Соглашение предусматривало создание выборного законодательного органа для разработки новой конституции. 15 февраля 1951 года король Трибхуван вернулся в Непал, отменил наследственный характер должности премьер-министра и сформировал временное правительство с равным представительством Рана и Непальского конгресса. В апреле вступила в силу Временная конституция, усилившая власть короля. Однако нестабильность сохранялась: продолжались волнения и вооружённые действия. После разгона студенческих протестов члены НК вышли из правительства. В ноябре король назначил новое правительство, первое за сто лет без участия Рана. В 1952 году он распустил правительство и установил «режим прямого правления». В 1954 году Трибхуван издал прокламацию, по которой вся полнота исполнительной, законодательной и судебной власти сосредоточилась вокруг короля.
В 1990 году с принятием основного закона Непал был объявлен парламентской конституционной монархией. В 1996 году в Непале началась гражданская война, инициированная маоистами с целью ликвидации монархии. Власти не смогли эффективно противостоять повстанцам. В 2001 году произошёл политический кризис из-за убийства королевской семьи, к власти пришёл непопулярный король Гьянендра. В 2005 году он установил прямое правление, распустив парламент, что вызвало массовые протесты. Позже начались переговоры с маоистами. В 2006 году было подписано мирное соглашение, сформирован временный парламент и маоисты вошли в правительство. В 2007 году маоисты потребовали ликвидации монархии, и после выборов в Учредительное собрание в апреле 2008 года 28 мая оно издало резолюцию об упразднении монархии и провозглашении республиканской формы правления.
| Портрет | Имя (годы жизни)                                                | Правление                        | Правление                       | Династия         | Наименование титула                 | Пр.    |
| Портрет | Имя (годы жизни)                                                | Начало                           | Окончание                       | Династия         | Наименование титула                 | Пр.    |
| ------- | --------------------------------------------------------------- | -------------------------------- | ------------------------------- | ---------------- | ----------------------------------- | ------ |
|         | Притхви Нараян Шах (1723—1775) непальск. पृथ्वीनारायण शाह             | 13 ашвин 1825 (25 сентября 1768) | 1 магх 1831 (11 января 1775)    | Шах непальск. शाह | Махараджадхираджа непальск. महाराजधिराज | [ 6 ]  |
|         | Пратап Сингх Шах (1751—1777) непальск. प्रतापसिंह शाह                | 1 магх 1831 (11 января 1775)     | 6 марга 1834 (17 ноября 1777)   | Шах непальск. शाह | Махараджадхираджа непальск. महाराजधिराज | [ 7 ]  |
|         | Рана Бахадур Шах (1775—1806) непальск. रणबहादुर शाह                | 6 марга 1834 (17 ноября 1777)    | 28 фалгун 1855 (8 марта 1799)   | Шах непальск. शाह | Махараджадхираджа непальск. महाराजधिराज | [ 8 ]  |
|         | Гирван Юддха Бикрам Шах (1797—1816) непальск. गीर्वाणयुद्ध विक्रम शाह   | 28 фалгун 1855 (8 марта 1799)    | 7 марга 1873 (20 ноября 1816)   | Шах непальск. शाह | Махараджадхираджа непальск. महाराजधिराज | [ 9 ]  |
|         | Раджендра Бир Бикрам Шах (1813—1881) непальск. राजेन्द्र वीर विक्रम शाह | 7 марга 1873 (20 ноября 1816)    | 31 байшакх 1904 (12 мая 1847)   | Шах непальск. शाह | Махараджадхираджа непальск. महाराजधिराज | [ 10 ] |
|         | Сурендра Бир Бикрам Шах (1829—1881) непальск. सुरेन्द्र वीर विक्रम शाह  | 31 байшакх 1904 (12 мая 1847)    | 6 джъештха 1938 (17 мая 1881)   | Шах непальск. शाह | Махараджадхираджа непальск. महाराजधिराज | [ 11 ] |
|         | Притхви Бир Бикрам Шах (1875—1911) непальск. पृथ्वी वीर विक्रम शाह     | 6 джъештха 1938 (17 мая 1881)    | 26 марга 1968 (11 декабря 1911) | Шах непальск. शाह | Махараджадхираджа непальск. महाराजधिराज | [ 12 ] |
|         | Трибхуван Бир Бикрам Шах (1906—1955) непальск. त्रिभुवन वीर विक्रम शाह | 26 марга 1968 (11 декабря 1911)  | 22 картик 2007 (7 ноября 1950)  | Шах непальск. शाह | Махараджадхираджа непальск. महाराजधिराज | [ 13 ] |
|         | Гьянендра Бир Бикрам Шах (1947—) непальск. ज्ञानेन्द्र वीर विक्रम शाह    | 22 картик 2007 (7 ноября 1950)   | 23 пауш 2007 (7 января 1951)    | Шах непальск. शाह | Махараджадхираджа непальск. महाराजधिराज | [ 14 ] |
|         | Трибхуван Бир Бикрам Шах (1906—1955) непальск. त्रिभुवन वीर विक्रम शाह | 23 пауш 2007 (7 января 1951)     | 30 фалгун 2011 (13 марта 1955)  | Шах непальск. शाह | Махараджадхираджа непальск. महाराजधिराज | [ 13 ] |
|         | Махендра Бир Бикрам Шах (1920—1972) непальск. महेन्द्र वीर विक्रम शाह  | 1 чайтра 2011 (14 марта 1955)    | 17 магх 2028 (31 января 1972)   | Шах непальск. शाह | Махараджадхираджа непальск. महाराजधिराज | [ 15 ] |
|         | Биренда Бир Бикрам Шах (1945—2001) непальск. वीरेन्द्र वीर विक्रम शाह   | 17 магх 2028 (31 января 1972)    | 19 джъештха 2058 (1 июня 2001)  | Шах непальск. शाह | Махараджадхираджа непальск. महाराजधिराज | [ 16 ] |
|         | Дипендра Бир Бикрам Шах (1971—2001) непальск. दीपेन्द्र वीर विक्रम शाह  | 19 джъештха 2058 (1 июня 2001)   | 22 джъештха 2058 (4 июня 2001)  | Шах непальск. शाह | Махараджадхираджа непальск. महाराजधिराज | [ 17 ] |
|         | Гьянендра Бир Бикрам Шах (1947—) непальск. ज्ञानेन्द्र वीर विक्रम शाह    | 22 джъештха 2058 (4 июня 2001)   | 15 джъештха 2065 (28 мая 2008)  | Шах непальск. शाह | Махараджадхираджа непальск. महाराजधिराज | [ 14 ] |

### Переходный период (2007—2008)
15 января 2007 года после окончания гражданской войны вступила в силу Временная конституция, в соответствии с которой Непал провозглашался «независимым, неделимым, суверенным, светским и полностью демократическим государством». Король фактически был отстранён от управления страной, власть перешла к премьер-министру. В апреле 2008 года было избрано Учредительное собрание, которое 28 мая приняло резолюцию, согласно которой монархия была упразднена, а Непал объявлен республикой.
|        | Портрет | Имя (годы жизни)                                          | Полномочия                   | Полномочия                     | Партия              | Наименование должности             | Пр.    |
| Начало | Портрет | Имя (годы жизни)                                          | Окончание                    |                                | Партия              | Наименование должности             | Пр.    |
| ------ | ------- | --------------------------------------------------------- | ---------------------------- | ------------------------------ | ------------------- | ---------------------------------- | ------ |
| —      |         | Гириджа Прасад Коирала (1925—2010) непальск. गिरिजाप्रसाद कोइराला | 1 магх 2063 (15 января 2007) | 15 джъештха 2065 (28 мая 2008) | Непальский конгресс | Премьер-министр непальск. प्रधानमन्त्री | [ 19 ] |

## Федеративная Демократическая Республика Непал (с 2008)
28 мая 2008 года в соответствии с Временной конституцией 2007 года резолюцией Учредительного собрания монархия была упразднена, а страна объявлена Федеративной Демократической Республикой Непал (непальск. सङ्घीय लोकतान्त्रिक गणतन्त्र नेपाल) с президентом в качестве главы государства. 20 сентября 2015 года вступила в силу новая конституция.
Курсивом и серым цветом выделены даты начала и окончания полномочий вице-президента Рама Сахаи Прасада Ядава, временно замещавшего президента Рама Чандру Паудела, находившегося на лечении в Индии.
|          | Портрет                        | Имя (годы жизни)                                          | Полномочия                       | Полномочия                       | Партия                                                                 | Выборы       | Наименование должности             | Пр.    |
| Начало   | Портрет                        | Имя (годы жизни)                                          | Окончание                        |                                  | Партия                                                                 | Выборы       | Наименование должности             | Пр.    |
| -------- | ------------------------------ | --------------------------------------------------------- | -------------------------------- | -------------------------------- | ---------------------------------------------------------------------- | ------------ | ---------------------------------- | ------ |
| и. о.    |                                | Гириджа Прасад Коирала (1925—2010) непальск. गिरिजाप्रसाद कोइराला | 15 джъештха 2065 (28 мая 2008)   | 8 шраван 2065 (23 июля 2008)     | Непальский конгресс                                                    | [ комм. 15 ] | Премьер-министр непальск. प्रधानमन्त्री | [ 19 ] |
| 1        |                                | Рам Баран Ядав (1948—) непальск. रामवरण यादव                | 8 шраван 2065 (23 июля 2008)     | 12 картик 2072 (29 октября 2015) | Непальский конгресс                                                    | 2008         | Президент непальск. राष्ट्रपति         | [ 21 ] |
| 2 (I—II) |                                | Бидхья Деви Бхандари (1961—) непальск. विद्या देवी भण्डारी        | 12 картик 2072 (29 октября 2015) | 30 фалгун 2074 (14 марта 2018)   | Коммунистическая партия Непала (объединённая марксистско-ленинистская) | 2015         | Президент непальск. राष्ट्रपति         | [ 22 ] |
| 2 (I—II) | 30 фалгун 2074 (14 марта 2018) | Бидхья Деви Бхандари (1961—) непальск. विद्या देवी भण्डारी        | 29 фалгун 2079 (13 марта 2023)   | 2018                             | Коммунистическая партия Непала (объединённая марксистско-ленинистская) |              | Президент непальск. राष्ट्रपति         | [ 22 ] |
|          | 30 фалгун 2074 (14 марта 2018) | Бидхья Деви Бхандари (1961—) непальск. विद्या देवी भण्डारी        | 29 фалгун 2079 (13 марта 2023)   | 2018                             | Непальская коммунистическая партия                                     |              | Президент непальск. राष्ट्रपति         | [ 22 ] |
|          | 30 фалгун 2074 (14 марта 2018) | Бидхья Деви Бхандари (1961—) непальск. विद्या देवी भण्डारी        | 29 фалгун 2079 (13 марта 2023)   | 2018                             | Коммунистическая партия Непала (объединённая марксистско-ленинистская) |              | Президент непальск. राष्ट्रपति         | [ 22 ] |
| 3        |                                | Рам Чандра Паудел (1944—) непальск. रामचन्द्र पौडेल            | 29 фалгун 2079 (13 марта 2023)   | действующий                      | Непальский конгресс → беспартийный                                     | 2023         | Президент непальск. राष्ट्रपति         | [ 23 ] |
| и. о.    |                                | Рам Сахая Прасад Ядав (1971—) непальск. रामसहाय प्रसाद यादव    | 6 байшакх 2080 (19 апреля 2023)  | 17 байшакх 2080 (30 апреля 2023) | беспартийный                                                           | [ комм. 18 ] | Вице-президент непальск. उपराष्ट्रपति  | [ 24 ] |